# Felix Salten
Felix Salten (Budimpešta, 6. rujna 1869. – Zurich, 8. listopada 1945.) austrijski je pisac i kritičar židovskog podrijetla. Najpoznatiji je po romanu Bambi iz 1923. godine.

## Životopis
Felix Salten rođen je 6. rujna 1869. godine u Budimpešti kao Siegmund Salzmann. Kad je imao četiri tjedna, njegova obitelj se preselila u Beč u Austriju. Mnogi Židovi su se doseljavali u Beč tijekom kasnog 19. stoljeća, jer su mogli dobiti punopravno državljanstvo od 1867. godine.
Kada je njegov otac bankrotirao, šesnaestogodišnji Salten morao je napustiti školu i početi raditi za osiguravajuću agenciju. Također je počeo objavljivati pjesme i prikaze knjiga u časopisima. Postao je i dio pokreta „Mladi Beč” (Jung Wien) i ubrzo je dobio puno radno vrijeme kao i kazališni kritičar u bečkom tisku (Wiener Allgemeine Zeitung, Zeit). Godine 1900. objavljuje svoju prvu zbirku kratkih priča. 1901. je započeo kratkotrajno literarno kabaret kazalište u Beču (Jung-Wiener Theater Zum lieben Augustin).
Uskoro objavljiva u prosjeku, jednu knjigu godišnje drame, kratke priče, romane, putne knjige i zbirke eseja. Također je pisao u gotovo svim važnijim novinama u Beču. 1906. je otišao u izdavačku kuću Ullstein kao urednik u B.Z. am Mittag i Berliner Morgenposta, ali se preselio u Beč nekoliko mjeseci kasnije. Pisao je i filmske scenarije i libreta za operete. 1927. postao je predsjednik austrijskog P.E.N. kluba gdje je naslijedio Arthura Schnitzlera.
Njegovo najpoznatije djelo je Bambi iz 1923. godine. Prevedeno je na engleski jezik 1928. i postalo knjiga mjeseca. Godine 1933. prodao je filmska prava redatelju Sidneyu Franklinu za samo 1000 dolara, a Franklin je kasnije prenio prava na Walt Disney studio. Walt Disney je objavio svoj film baziran na romanu Bambi 1942. godine.
Život u Austriji je postao opasan za istaknute Židove tijekom 1930-tih. Adolf Hitler je zabranio Saltenove knjige 1936. Dvije godine kasnije, nakon što je Austrija postala dio Njemačke, Salten seli u Zurich u Švicarsku, gdje je živio do svoje smrti i gdje je umro (pokopan na Israelitischer Friedhof Unterer Friesenberg u Zurichu).
Bio je oženjen s glumicom Ottilie Metzl s kojom je imao dvoje djece Paula (rođ. 1903.) i Annu-Katharinu (rođ. 1904.). Skladao je drugu knjigu na temelju znakova, pod nazivom Bambijeva djeca: Priča o šumskoj obitelji (1939.). Njegove priče Perri i pas u Firenci inspirirala je Disney za filmove Perri (1957.) i The Shaggy Dog (1959.).
Salten se smatra anonimnim autorom erotskog romana Josephine Mutzenbacher (1906), o izmišljenoj autobiografiji jedne bečke prostitutke.

## Vanjske poveznice
- Djela Felixa Saltena na Internet Archive (skenirane knjige su izvorna izdanja u boji)
- www.imdb.com